# Hochwasserrückhaltebecken Kirchhain/Ohm
Das Hochwasserrückhaltebecken Kirchhain/Ohm (früher auch HRB Kirchhain 3/2 genannt) des Wasserverbandes Lahn-Ohm ist ein Hochwasserrückhaltebecken (HRB) der Ohm im Amöneburger Becken bei Kirchhain im mittelhessischen Landkreis Marburg-Biedenkopf und gehört zum Einzugsgebiet der Lahn.
Als „grünes Becken“, in dem sich normalerweise kein Wasser befindet, dient es dem Hochwasserschutz der am und unterhalb davon gelegenen Ortschaften (wie das etwas entfernte Marburg) und es schützt das Flussgebiet der Lahn vor Hochwasser.

## Geographische Lage
Das Hochwasserrückhaltebecken liegt im Amöneburger Becken an den Mündungen der Klein, Wohra und Würf in den Lahn-Zufluss Ohm. Es befindet sich am Fuße der Amöneburg im Südosten und reicht von dort, im Uhrzeigersinn, randlich vor den Weiler Radenhausen, die Dörfer Kleinseelheim, Großseelheim, Schönbach und Niederwald und schließlich vor die Stadt Kirchhain. Sein Hauptstaudamm steht rund 500 m südöstlich von Schönbach (Position Sperranlage ⊙).
Innerhalb des Hochwasserrückhaltebeckens liegt zwischen den Ortschaften Kirchhain und Niederwald das 53 ha große Naturschutzgebiet Brießelserlen (NSG-Nr. 162563), das 1995 eingerichtet wurde. Der dortige, etwa 13 ha große Erlensee mit einer Normalhöhe von 193 m ü.NHN nebst drei kleineren Seen sowie die 6 ha große Radenhäuser Lache nebst kleinerer Nebenlache vor Radenhausen sind die einzigen dauerhaften Stehgewässer des Gebiets.

## Geschichte
Weil die Ohm öfters starkes Hochwasser führte, wie im 20. Jahrhundert am 9. und 10. Februar 1946, und dabei große Teile der am Fluss gelegenen Ortschaften überflutete, wurde am 22. März 1960 der Wasserverband Lahn-Ohm gegründet. An Lahn und Ohm wurden, teils bereits zuvor, mehrere Hochwasserrückhaltebecken errichtet. So entstand an der Ohm das HRB Kirchhain/Ohm, das überschüssiges Ohmwasser aufnimmt. Die Vorarbeiten hierzu begannen 1951. Die eigentlichen Bauarbeiten, inklusive Aufschüttung der Staudämme und Errichtung des Auslassbauwerks, dauerten von 1952 bis 1956. In Betrieb genommen wurde es nach vollendetem drittem Probestau vom 12. Februar 1958 bis 2. März 1958.
Am 7. und 8. Februar 1984 kam es zu einem Jahrhunderthochwasser, wobei sich die Dämme des Beckens bewährten. Es gab damals jedoch Überschwemmungen auch im unterhalb des Beckens befindlichen Bereich von Ohm und Lahn.
In den Jahren 1993 bis 1995 wurde der Hauptdamm inklusive des Auslassbauwerks saniert; erst viel später, im Januar/Februar 2002, wurde ein Probestau durchgeführt.

Der Rüdigheimer Ohmsee am 3. Januar 2024 vor Rüdigheim (Mitte) und Schweinsberg (rechts); links die Amöneburg

Von insgesamt 10 geplanten Maßnahmen zum Hochwasserschutz war das Becken oberhalb der früher regelmäßig überschwemmten, zum Damm zu erhöhenden Straße Am Amöneburger Tor von Kirchhain nach Amöneburg Maßnahme 2 gewesen und das Hauptbecken Maßnahme 3, daher der Name HRB Kirchhain 3/2. Maßnahme 1 wäre ein regulierter Rüdigheimer Ohmsee gewesen, der zwar nicht als Bauvorhaben wahrgenommen wurde, sich aber bei Hochwasser als rückwärtige Verlängerung des HRB Kirchhain automatisch bildet. Er erreicht temporär eine Breite von bis 1 km und eine Fläche von etwa 3 km². Da dieser temporäre See über keine Staumauer verfügt, geht er an Brücker Mühle und Bahndamm der Ohmtalbahn fließend in den temporären Stausee des HRB Kirchhain über.

## Staudämme mit Auslassbauwerk
Die Staudämme sind laut Broschüre des Wasserverbands insgesamt etwa 9 km lang, der Damm des Hauptbeckens etwa 5,5 km. Mit Hauptstaudamm ist offenbar der Damm um Großseelheim und Niederwald bis zur B 62 gemeint, der sich jenseits der Straße und nordwestlich des NSG noch um weitere 500 m verlängert; hinzu kommen der Damm um das Klärwerk Kirchhain mit rund 2,3 km, ein etwa 400 m langer Damm am Kleinseelheimer Graben sowie insgesamt gut 300 m am Kleinseelheimer Wiesenweg, wo durch eine Unterführung Wasser des Hauptbeckens eindringen kann. Hinzu kommen Straßen- und Bahndämme, die die in natürlicher Weise höher gelegenen Ränder verbinden.
Die Dämme bestehen aus Erdschüttungen (wie Auelehm). In den Hauptdamm wurde ein Auslassbauwerk (⊙) aus Stahlbeton mit einer Hochwasserentlastungsanlage integriert, die bis zu 490 m³/s durchlassen kann; die Regelleistung am Grundablass liegt bei 75,00 m³/s. Direkt oberhalb des Auslassbauwerks wurde ein Betriebsgebäude mit Kontroll- und Steuergeräten errichtet.

## Hochwasserrückhaltebecken

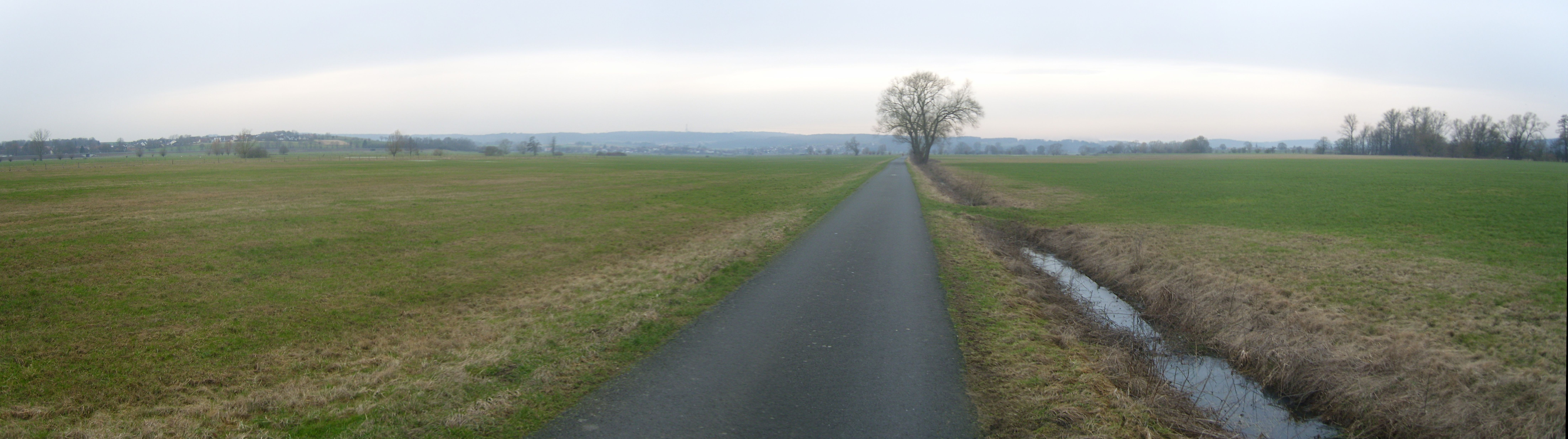
Das topfebene westliche Becken mit Kleinseelheim am Hang des Katzbergs (links) und Großseelheim (Mitte, vor den Lahnbergen), rechts der Lauf der Ohm mit Erlen und Weiden

Das Staubecken hat 17 Mio. m³ Hochwasserschutzraum. Das bei Vollstau rund 9 km² große Becken ist für ein rund 887 km² großes Niederschlags- bzw. Einzugsgebiet ausgelegt, was rund 90,16 % des Gesamtniederschlagsgebietes der Ohm ausmacht; das Stauziel liegt bei 196,1 m.  Die Stauhöhe über dem Beckengrund liegt zwischen 4,10 m bei normalem Stauziel Höhe und etwa 6 m bei höchstem Stauziel.
Das Staubecken wurde bei Erstellung durch die zum Damm erhöhte Straße Am Amöneburger Tor von Kirchhain nach Amöneburg in zwei Segmente geteilt, wobei der kleinere Teil östlich der Straße ursprünglich eine eigene Staumauer erhalten sollte, heute aber nur durch den Durchlass unterhalb der Straße abgetrennt ist. Mit dem Ausbau der Bundesstraße 62, früher nördlich der Trasse der Main-Weser-Bahn über die Dörfer führend, zur autobahnähnlichen Umgehungsstraße teilte deren Damm abermals beide bisherigen Segmente, wodurch es, ohmabwärts, ein 0,36 km² kleines Südostsegment zwischen Ohmtalbahn (O), Landesstraße Kirchhain– Homberg am Rande der Amöneburg (SW) und Bundesstraße (NO), ein 1,54 km² großes Ostsegment nördlich der Bundesstraße und östlich des Amöneburger Tors, ein 1,30 km² großes Mittelsegment westlich des Amöneburger Tors und nordöstlich der Bundesstraße sowie den in der Fläche überwiegenden, 5,72 km² einnehmenden Westteil westlich der Bundesstraße gibt, von dem bei Vollstau ein kleiner Teil (etwa 0,22 km²) über die Landesstraße von den Lahnbergen nach Kirchhain hinweg zu den Randniederungen Kleinseelheims reicht.
Etwas oberhalb des nördlichen Beckenrands, wo sich zwischen den Ortschaften Niederwald und Kirchhain teils noch in Betrieb befindliche Baggerseen erstrecken, wurde 1959 an der im Beckenmittelteil in die Ohm mündenden Wohra zur Rückhaltung von Schwemmmaterial, wie Kies und Sand, der Wohrasandfang errichtet.

## Arbeiten an Fließgewässer und Infrastruktur
Beim Bau des Hauptdamms wurde der im Dammbereich befindliche Gewässerabschnitt der Ohm als offen durch den Damm führender Kanal ausgebildet. Zudem wurden Zufahrtsstraßen zum Damm und über diesen Damm und die übrigen Dämme führende Spazier-, Wander- und Kontrollwege angelegt.

## Verkehr
Durch die mittleren und östlichen Teile des Beckens führt, auf einem Straßendamm und auf Brücken angelegt, die Bundesstraße 62, von der unmittelbar östlich des HRB die Bundesstraße 454 abzweigt (bzw. umgekehrt: Die B 62 von Marburg führt als B 454 in Richtung Stadtallendorf und Treysa weiter nach Osten und die B 62 in Richtung Alsfeld zweigt nach Süden ab). Die Landesstraße von Kirchhain nach Homberg (Ohm) bildet im Südostteil den Südwestrand, im Ostteil teilweise; die  von den Lahnbergen nach Kirchhain bildet den Südrand des westlichen Hauptbeckens. An der Auffahrt Kirchhain (Ost) mündet die von Südwesten kommende Landesstraße Gladenbach–Fronhausen–Kirchhain als zweite Hauptverkehrsader des Amöneburger Beckens in die B 62.
Die Trasse der Main-Weser-Bahn bildet den Nordrand des Mittelteils und die der Ohmtalbahn den Ostrand von Südost- und Südteil.